# 崔尚義
崔尚義（15世紀—16世紀），北直隸大名府長垣縣人，明朝政治人物。

## 生平
崔尚義是弘治歲貢崔璟之子，年少時與兄長崔尚仁齊名，正德二年（1507年）成舉人，授江寧知縣，自律清正讓吏畏民懷，在門屏刻箴紀念，陞階州知州，崇尚樸素而博學善文，邊境事務經他查勘立刻就寫下奏章，再陞臨洮同知照管州事，歷官十五年有清節聲，辭官後家中簡陋只能遮蔽風雨，平日則喜好為古文辭，談論古今事件，得士人重視。

## 引用
1. 1 2  嘉慶《長垣縣志·卷十一·人物記》：崔尚義，父璟宏治間歲貢，尚義中正德丁卯舉人，授江寧知縣，陞階州知州、臨洮府同知，少與兄尚仁齊名，有治才不畏疆禦，厯官十五年頗著清節，告歸陋室僅蔽風雨，平居好為古文辭，談論古今事秩有條理，士林重之。
2. ↑  萬曆《重修江寧縣志·卷六》：崔尚義，直隷長垣縣人，由鄉貢嘉靖十二年任江寧令，律己甚正，吏畏民懷，刻箴門屏，實允蹈之箴，至今尚存。
3. ↑  乾隆《直隸階州志·卷一》：崔尚義，直隸長垣舉人，嘉靖十六年任，雅尚儉素，博學善文，嫻刑名、嚴取予，邊事一經體勘，參稿援筆立就，陞臨洮同知復攝州事。